# Joshana Chinappa

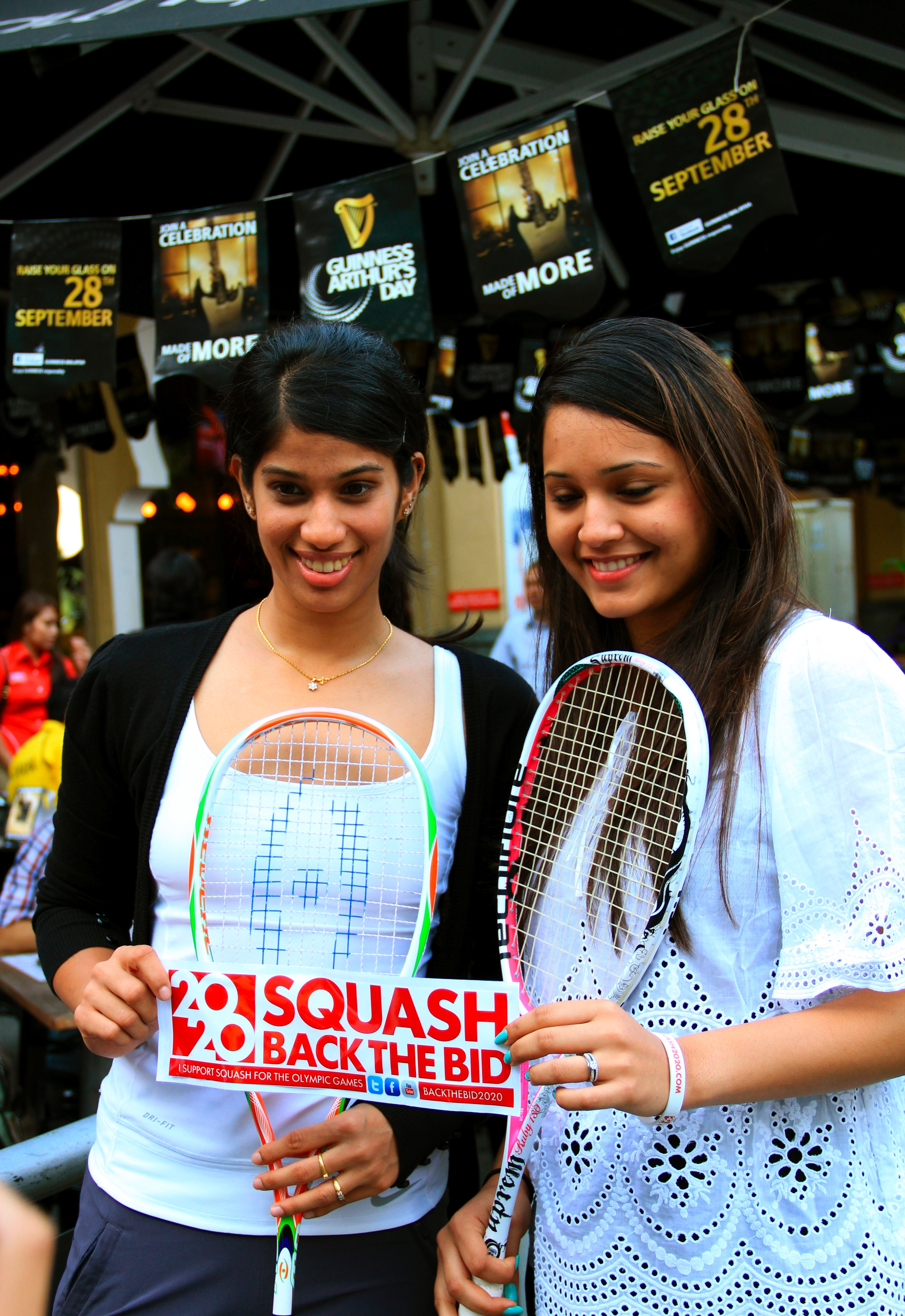
Joshana Chinappa (vänster) och Dipika Pallikal.

Joshana Chinappa, född 15 september 1986 i Chennai, är en indisk squashspelare.
Hon tävlar sedan 2003 i damernas WSA World Tour och även i herrarnas PSA World Tour. Hennes största framgång i världsrankningen är sedan september 2015 plats 13. Hon var med i Indiens damlandslag vid världsmästerskapen 2002, 2010 och 2012.
Under Samväldesspelen 2014 i Glasgow vann hon tillsammans med Dipika Pallikal guldmedaljen i damdubbel. Chinappa fick 2013 den indiska utmärkelsen Arjuna Award.

### Webbkällor
- Joshana Chinappa, PSA World Tour
- Joshana Chinappa squashinfo.com